# ماريو أندريس فالديز
ماريو أندريس فالديز (بالإسبانية: Mario Andrés Valdéz)‏ هو لاعب كرة قدم مكسيكي في مركز الدفاع، ولد في 7 أبريل 1992. لعب مع نادي كوريكامينوس ‏.